# فيروس ألفا
فيروس ألفا (بالإنجليزية: Alphavirus)‏ هي مجموعة من الفيروسات تنمتي إلى الفيروسات الطخائية.

## أبرز أنواع فيروسات ألفا
| الفيروس                              | المرض عن الإنسان                    | المضيف من الفقريات | الانتشار                                        |
| ------------------------------------ | ----------------------------------- | ------------------ | ----------------------------------------------- |
| فيروس غابة برمه                      | حمى، توعك، طفح، ألم مفصلي، ألم عضلي | الإنسان            | أستراليا                                        |
| فيروس شيكونغونيا                     | طفح، التهاب مفاصل                   | رئيسيات، إنسان     | أفريقيا، أمريكا اللاتينية، الهند، جنوب شرق آسيا |
| فيروس مايارو                         | طفح، التهاب مفاصل                   | رئيسيات، إنسان     | أمريكا الجنوبية                                 |
| فيروس أونيونغ نيونغ                  | طفح، التهاب مفاصل                   | رئيسيات، إنسان     | أفريقيا                                         |
| فيروس نهر روس                        | طفح، التهاب مفاصل                   | إنسان، ثدييات      | أستراليا، جنوب المحيط الهادي                    |
| فيروس غابة سمليكي                    | طفح، التهاب مفاصل                   | طيور               | أفريقيا                                         |
| فيروس سندبيس                         | طفح، التهاب مفاصل                   | طيور               | أوروبا، أفريقيا، أستراليا                       |
| فيروس أونا                           | طفح، التهاب مفاصل                   | رئيسيات، إنسان     | أمريكا الجنوبية                                 |
| فيروس التهاب الدماغ الخيلي الشرقي    | التهاب الدماغ                       | الطيور             | الأمريكيتين                                     |
| فيروس تونات                          | التهاب الدماغ                       | إنسان              | أمريكا الجنوبية                                 |
| فيروس التهاب الدماغ الخيلي الفنزويلي | التهاب الدماغ                       | القوارض، الخيول    | الأمريكيتين                                     |
| فيروس التهاب الدماغ الخيلي الغربي    | التهاب الدماغ                       | طيور، ثدييات       | أمريكا الشمالية                                 |